# 西里伯斯尖唇魚
西里伯斯尖唇魚（学名：Oxycheilinus celebicus），又名西里伯斯龍、汕散仔、闊嘴郎、西里伯斯鸚鯛，为輻鰭魚綱鱸形目隆頭魚亞目隆頭魚科尖唇魚屬下的一个种，分布於西太平洋區，從摩鹿加群島至索羅門群島，北起日本，南迄羅雷淺灘海域，棲息深度3-40公尺，體長可達24公分，棲息在珊瑚生長茂盛的礁石區，生活習性不明，可作為觀賞魚。